# Willy Birgel

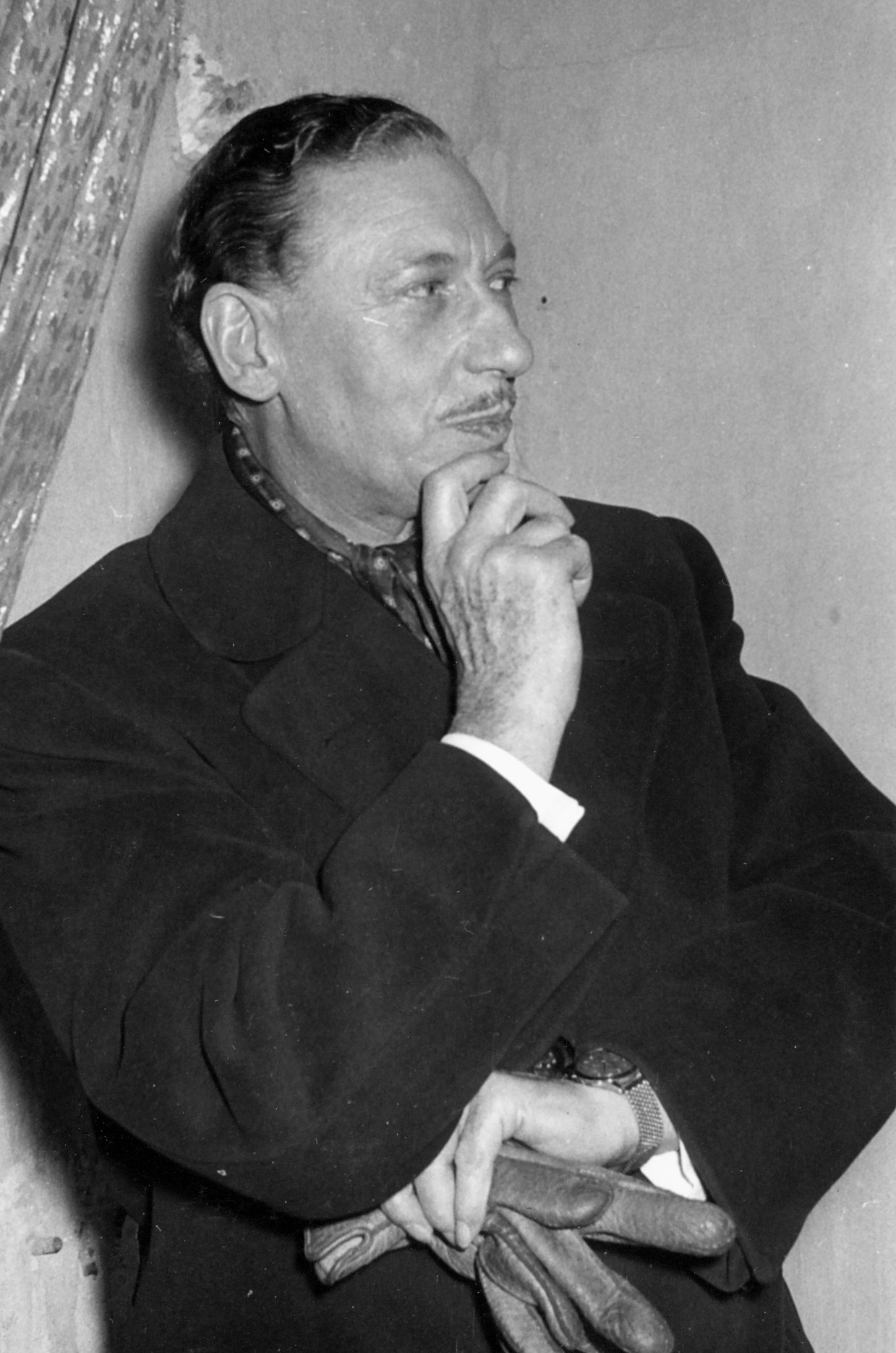
Willy Birgel (1955)

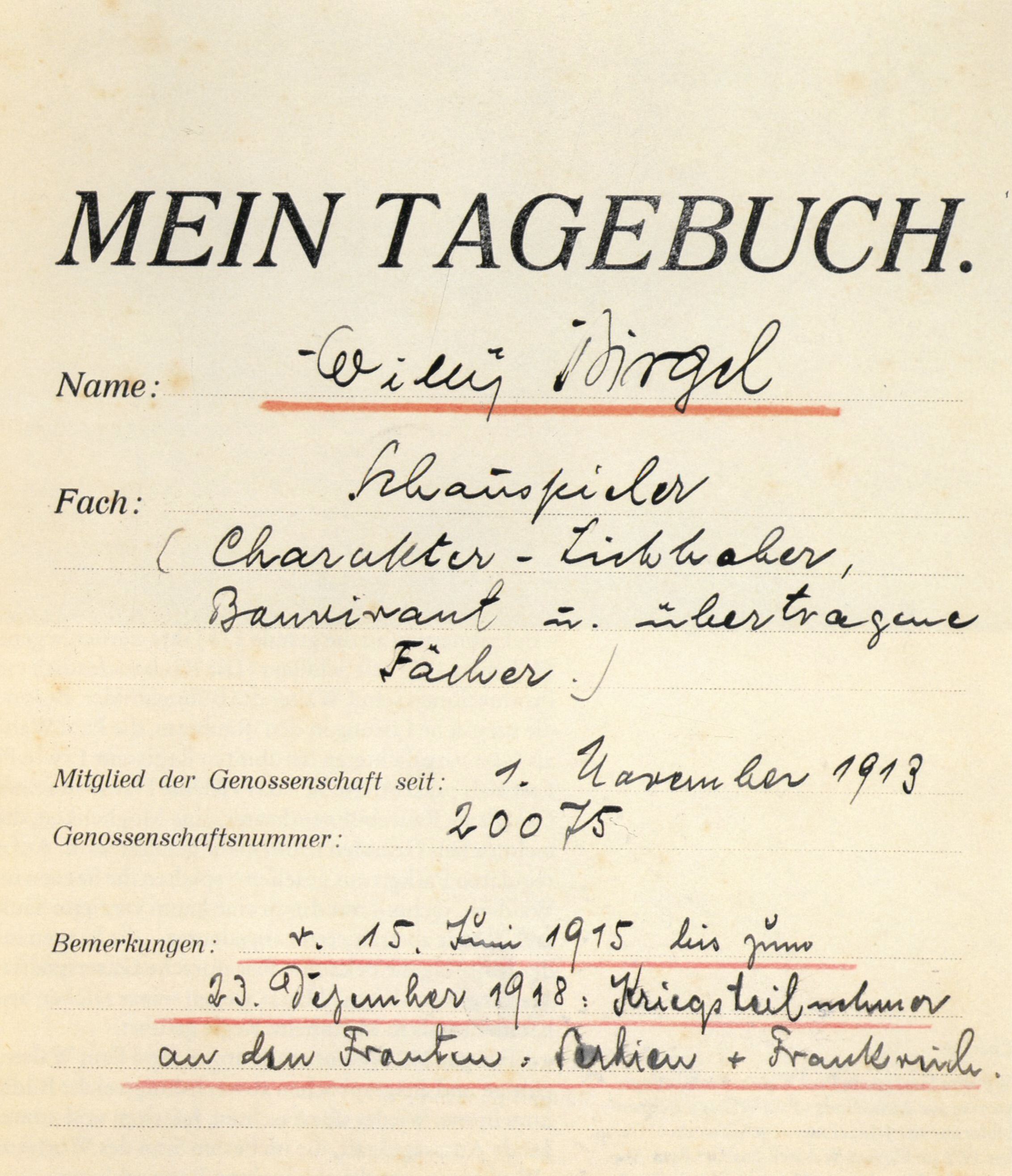
Titelblatt von Birgels Rollentagebuch mit Eintragungen aus seiner Aachener und Mannheimer Zeit (1919–1929)

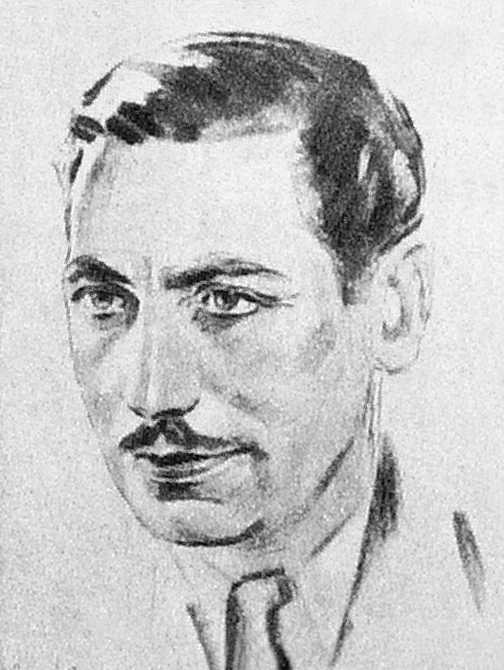
Willy Birgel (1938)

Wilhelm Maria Birgel (* 19. September 1891 in Köln; † 29. Dezember 1973 in Dübendorf, Schweiz) war ein deutscher Schauspieler.

## Leben
Willy Birgel war der Sohn von Johann Heinrich Birgel, eines für den Kölner Dom tätigen Goldschmieds und seiner Ehefrau Henriette Dreyers. Als ältestes von sechs Kindern sollte er die väterliche Firma übernehmen. Bis 1907 besuchte er die Oberrealschule in Köln. Nach eigener Aussage beeindruckte Birgel die Mystik des Katholizismus sehr, und unter dem Eindruck von Maurice Maeterlincks Renaissancedrama Monna Vanna beschloss er, die Schauspielerlaufbahn einzuschlagen. Wegen der Widerstände des Vaters kam es nicht sofort dazu, und Birgel besuchte zunächst die Kunstgewerbeschulen in Köln und Düsseldorf. 
1912 wurde Birgel Schauspielschüler an einem Theater seiner Heimatstadt Köln, 1913 nahm er ein Schauspielvolontariat am Stadttheater Bonn wahr. Seine weiteren Stationen waren der Kristallpalast Dessau (1914), erneut das Stadttheater Bonn (1914–1915), Köln (1915) und Koblenz (1916). Im Ersten Weltkrieg diente er von 1915 bis 1918 auf dem Balkan und an der Westfront und wurde Reserveoffizier. 
Birgel setzte anschließend seine Karriere am Theater Aachen (1919–1924) fort, zuletzt unter Francesco Sioli. Zusammen mit Sioli wechselte Birgel 1924 an das Nationaltheater Mannheim, wo er bis 1934 große Erfolge feierte in Rollen wie Faust und Mephistopheles in Goethes Faust I, Franz Moor in Schillers Die Räuber und den Titelfiguren in Shakespeares Hamlet und Richard III.
Als Birgel 1934 im Alter von 43 Jahren eine Nebenrolle in dem Film Ein Mann will nach Deutschland bekam, war nicht abzusehen, dass er sich in der Folge zu einem Frauenschwarm und Publikumsliebling entwickeln würde. Nachdem er in Filmen eher zwielichtige Figuren darstellte, wurde 1937 sein Potenzial als charmanter Grandseigneur entdeckt. Vor dem Hintergrund der Filmengagements zog Birgel nach Berlin-Schmargendorf in die Marienbader Straße 1.
Seine erste Hauptrolle hatte er im Film Fürst Woronzeff. Er spielte in Unterhaltungsfilmen zusammen mit Zarah Leander, Gustaf Gründgens und Heinrich George, aber auch in Propagandafilmen des NS-Regimes wie Unternehmen Michael (1937), Feinde (1940) und Kameraden (1941). Nicht zuletzt deshalb wurde er 1937 von Reichspropagandaminister Joseph Goebbels zum Staatsschauspieler ernannt und später in die „Gottbegnadeten-Liste“ aufgenommen.

1941 spielte Birgel in dem Film … reitet für Deutschland unter der Regie von Arthur Maria Rabenalt einen Rittmeister, der durch die Teilnahme am Großen Preis von Europa in der Stimmung der deutschen Niederlage nach dem Ersten Weltkrieg die „deutsche Ehre“ wiederherstellt. Der Film erhielt von der damaligen Filmprüfstelle das Prädikat „staatspolitisch besonders wertvoll“. Wegen der Rolle in diesem Film und anderer Auftritte in nationalsozialistischen Propagandafilmen verhängten die Alliierten nach dem Zweiten Weltkrieg ein zeitweiliges Auftrittsverbot über Birgel. 

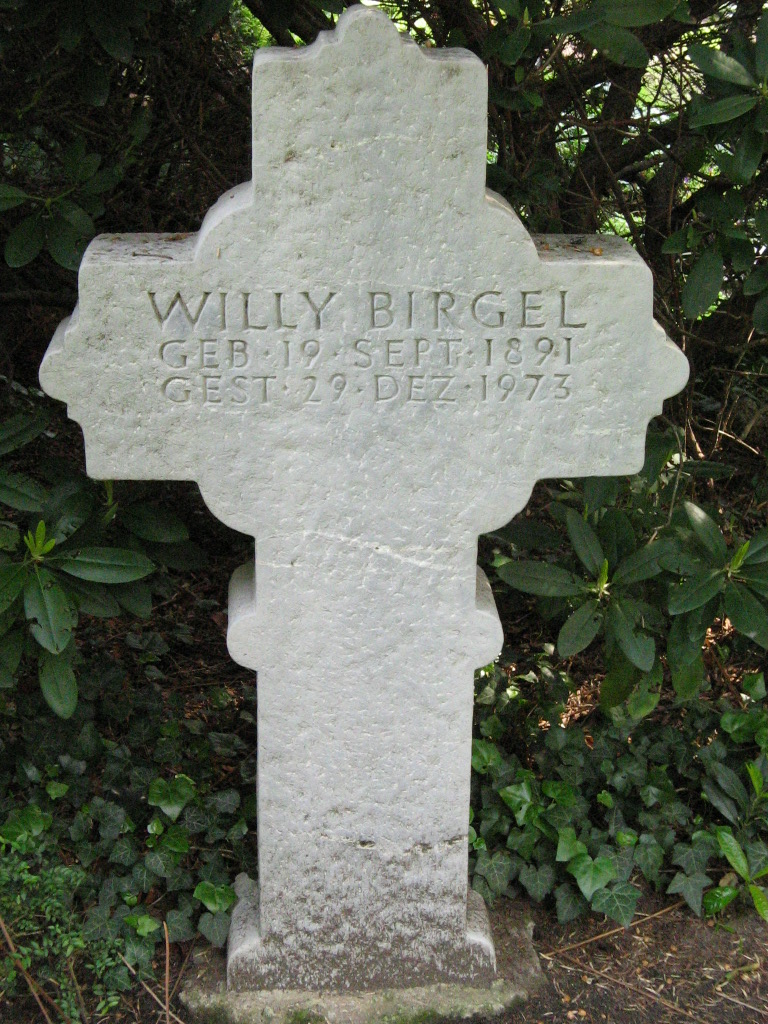
Grabstein von Willy Birgel

1947 spielte Birgel in dem Film Zwischen gestern und morgen. In den 1950er Jahren war er einer der bekanntesten Filmschauspieler. Birgels Rollentypus änderte sich in den gereiften Herrn, den Charmeur alter Schule oder auch den der Vaterfigur. Nach dem misslungenen Versuch als Filmregisseur 1955 fokussierte sich Birgel erneut auf Schauspielrollen am Theater. Er gehörte 1961 in der Rolle des Doktors zu dem Ensemble der Uraufführung des Dramas Andorra von Max Frisch am Schauspielhaus Zürich.
In den frühen 1960er Jahren arbeitete Birgel für das Fernsehen. Einen seiner letzten Kinofilme drehte er 1965: Als alternder Jagdschriftsteller in Peter Schamonis Schonzeit für Füchse bewies Birgel, dass er selbstironisch mit seinem Image umgehen konnte.
Birgel war zweimal verheiratet. Er starb 1973 an Herzversagen und wurde in seiner Geburtsstadt Köln auf dem Melaten-Friedhof beigesetzt.

## Filmografie
- 1934: Ein Mann will nach Deutschland
- 1934: Fürst Woronzeff
- 1935: Barcarole
- 1935: Das Mädchen Johanna
- 1935: Einer zuviel an Bord
- 1935: Schwarze Rosen
- 1936: Schlußakkord
- 1936: Verräter
- 1936: Ritt in die Freiheit
- 1937: Menschen ohne Vaterland
- 1937: Unternehmen Michael
- 1937: Fanny Elßler
- 1937: Zu neuen Ufern
- 1938: Verklungene Melodie
- 1938: Geheimzeichen LB 17
- 1938: Der Fall Deruga
- 1938: Der Blaufuchs
- 1939: Hotel Sacher
- 1939: Der Gouverneur
- 1939: Maria Ilona
- 1939: Kongo-Express
- 1940: Feinde
- 1940: Das Herz der Königin
- 1941: … reitet für Deutschland
- 1941: Kameraden
- 1942: Der dunkle Tag
- 1942: Diesel
- 1943: Du gehörst zu mir
- 1944: Der Majoratsherr
- 1944: Ich brauche Dich
- 1944: Musik in Salzburg
- 1944/48: Im Tempel der Venus
- 1945: Die Brüder Noltenius
- 1947: Zwischen gestern und morgen
- 1950: Vom Teufel gejagt
- 1951: Das ewige Spiel
- 1951: Wenn die Abendglocken läuten
- 1952: Mein Herz darfst Du nicht fragen
- 1952: Heidi
- 1953: Der Kaplan von San Lorenzo
- 1953: Sterne über Colombo
- 1954: Die Gefangene des Maharadscha
- 1954: Konsul Strotthoff
- 1954: Rittmeister Wronski
- 1955: Ein Mann vergißt die Liebe
- 1955: Heidi und Peter
- 1955: Die Toteninsel
- 1955: Rosenmontag (auch Regie)
- 1956: Rosen für Bettina
- 1956: Johannisnacht
- 1956: Ein Herz kehrt heim
- 1956: Zwischen Zeit und Ewigkeit
- 1956: Die Heilige und ihr Narr
- 1957: Familie Schölermann (Fernsehserie)
- 1957: Frauenarzt Dr. Bertram
- 1958: Liebe kann wie Gift sein
- 1958: Mädchen mit hübschen Beinen (Le belissime gambe di Sabrina)
- 1958: Der Priester und das Mädchen
- 1959: Geliebte Bestie
- 1959: Arzt aus Leidenschaft
- 1959: Wenn die Glocken hell erklingen
- 1961: Frau Cheneys Ende
- 1962: Romanze in Venedig
- 1964: Ein Sarg aus Hongkong
- 1964: Andorra
- 1966: Agent 505 – Todesfalle Beirut
- 1966: Schonzeit für Füchse
- 1967: Der Kreidegarten (Fernsehfilm)
- 1968: Der Meteor (Fernsehfilm)
- 1968: Sommersprossen
- 1969: Die Fee (Fernsehfilm)
- 1969: Sind wir das nicht alle? (Fernsehfilm)
- 1971: Professor Sound und die Pille (Fernsehfilm)
- 1971: Glückspilze (Fernsehfilm)

## Preise und Auszeichnungen
- 1949: Schiller–Plakette der Stadt Mannheim
- 1960: Bambi
- 1964: Filmband in Gold
- 1966: Bundesfilmpreis: Filmband in Gold für langjähriges und hervorragendes Wirken im deutschen Film
- 1972: Grillparzer-Ring der Stadt Wien